# Josbachtal bei Lischeid
Koordinaten: 50° 54′ 22″ N, 9° 1′ 31″ O
Das Naturschutzgebiet Josbachtal bei Lischeid liegt auf dem Gebiet der Stadt Rauschenberg im Landkreis Marburg-Biedenkopf und der Gemeinde Gilserberg im Schwalm-Eder-Kreis in Hessen.
Das etwa 21,2 ha große Gebiet, das im Jahr 1990 unter der Kennung 1634022 unter Naturschutz gestellt wurde, erstreckt sich südöstlich von Lischeid, einem Ortsteil der Gemeinde Gilserberg, entlang des Josbaches, eines linken Nebenflusses der Wohra. Nördlich des Gebietes verläuft die Landesstraße L 3342 und nordwestlich die B 3.
In der Umgebung liegen diese Naturschutzgebiete (NSG):
- nordöstlich das etwa 42,9 ha große NSG Kalkkuppen bei Winterscheid
- östlich das etwa 59,4 ha große NSG Momberger Bruchwiesen und Lohgrund bei Mengsberg.

Mit der gleichen Verordnung wie das NSG wurde das Landschaftsschutzgebiet Josbachtal bei Lischeid ausgewiesen. Es umfasst das Josbachtal südlich von Winterscheid bis zum Naturschutzgebiet sowie westlich davon in Richtung Josbach. Die Fläche beträgt etwa 33,9 ha.
Der Schutz der Gebiete zielt auf die Erhaltung der Feuchtwiesen, Hochstaudenfluren und Niedermoorbereiche. Auch die das Landschaftsbild prägenden Grünlandflächen entlang des Josbachs sollen gesichert werden.